# Pediacus periclitans
Pediacus periclitans is een keversoort uit de familie platte schorskevers (Cucujidae). De wetenschappelijke naam van de soort werd in 1900 gepubliceerd door Samuel Hubbard Scudder.